# Voka küla
Voka est un village de la commune de Toila du comté de Viru-Est en Estonie.
Au 31 décembre 2011, il compte 106 habitants.